# غريغور فيرنر
غريغور فيرنر (بالألمانية: Gregor Joseph Werner)‏ هو ملحن نمساوي، ولد في 28 يناير 1693 في Ybbs ‏ في النمسا، وتوفي في 5 مارس 1766 في آيزنشتات في النمسا.

## وصلات خارجية
- غريغور فيرنر على موقع ميوزك برينز (الإنجليزية)
- غريغور فيرنر على موقع ديسكوغز (الإنجليزية)